# TV de Vanguarda
TV de Vanguarda foi um programa de televisão quinzenal brasileiro, que estreou em 17 de agosto de 1952 e foi transmitido pela TV Tupi durante 15 anos, nas noites de domingo, tornando-se uma referência em inovação na televisão do Brasil.

## História
Idealizado por Fernando Faro, o programa tinha cerca de duas horas de duração e transmitia adaptações grandes dramas da dramaturgia e da literatura mundial, como Hamlet e Romeu e Julieta, de Shakespeare, além de nomes como Fiódor Dostoiévski ou Ernest Hemingway. Como ainda não havia videotape, as transmissões eram ao vivo, à maneira de uma montagem teatral. Para isso, cada equipe ensaiava durante duas ou três semanas, para que nada desse errado na transmissão.
Inovador, o TV de Vanguarda ousou a linguagem televisiva e investia nas expressões faciais dos atores, caprichando no uso de zoom ; também abusou das chamadas "panorâmicas" (travelling) e criou a fórmula de dividir tarefas entre dois diretores, um só na direção geral e outro na parte artística. Dionísio Azevedo e Walter George Durst foram os primeiros a ocupar esses cargos.
Nomes já consagrados no teatro, como Procópio Ferreira, Bibi Ferreira, Maria Della Costa, Sérgio Britto, Fernando Torres e Fernanda Montenegro contracenavam, na TV de Vanguarda, com atores ds TV Tupi de São Paulo como Lima Duarte, Laura Cardoso, Flora Geny, Luis Gustavo, Jaime Barcellos, Márcia Real, Yara Lins, Henrique Martins, Cleyde Yáconis, José Parisi, Geórgia Gomide, Maria Fernanda, Vida Alves e o então adolescente Tony Ramos, entre outros.